# Rochester Red Wings

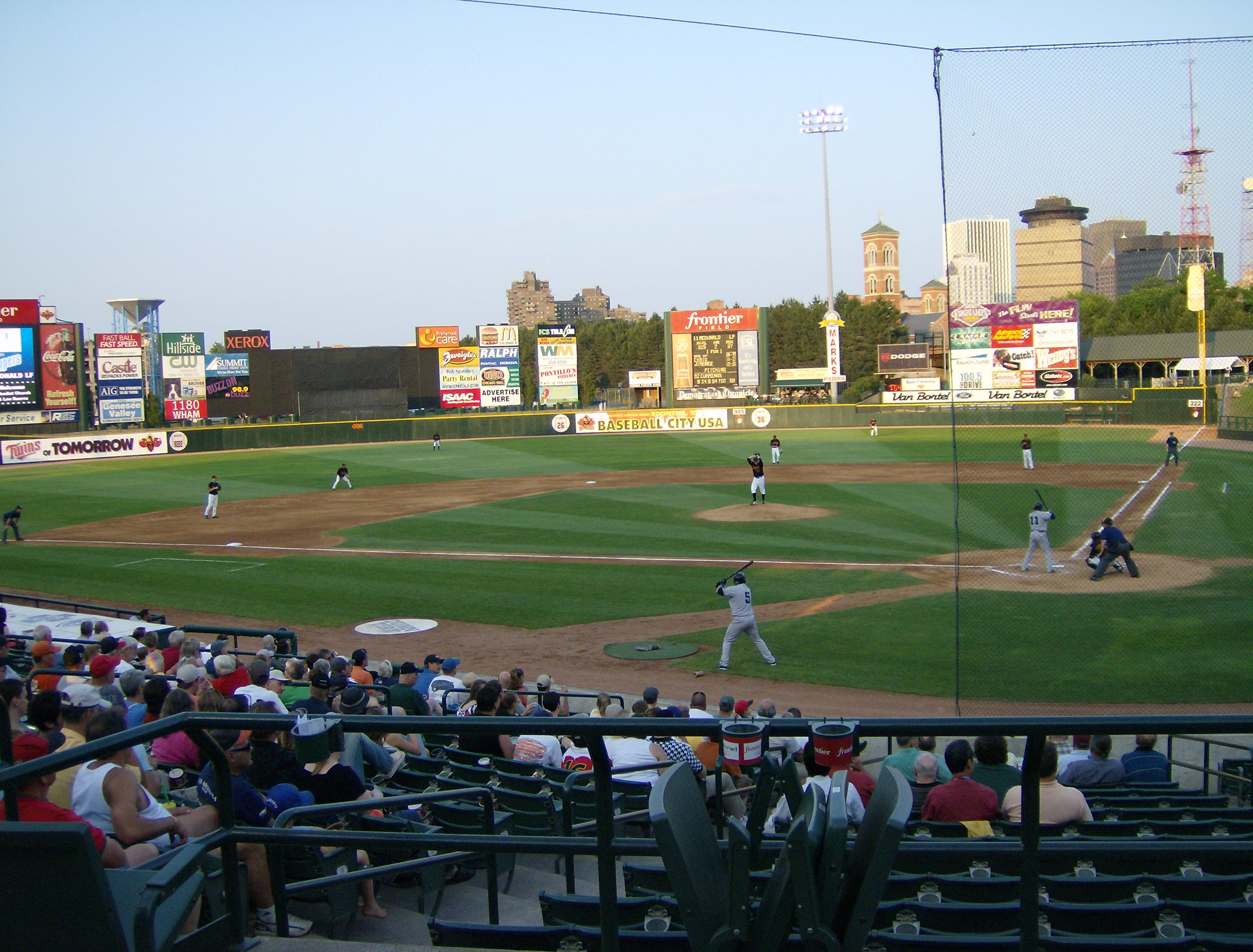
Baseballveld van Rochester Red Wings met op de achtergrond de skyline van Rochester

De Rochester Red Wings is een Minor league baseballteam uit Rochester, New York. Ze spelen in de North Division van de International League. Hun stadion heet Fronier Field. Ze zijn verwant aan de Washington Nationals.

## Titels
De Red Wings hebben de Governors' Cup 10 keer en hebben er 20 keer voor gespeeld.
- 1933 - Verloren van Buffalo Bisons
- 1934 - Verloren van Toronto Maple Leafs (bestaan niet meer)
- 1939 - Gewonnen van Newark Bears (naar andere league)
- 1950 - Verloren van Baltimore Orioles (Bestaan niet meer, Niet van de Major League Baseball)
- 1952 - Gewonnen van Montreal Royals (bestaan niet meer)
- 1953 - Verloren van Montreal Royals (Idem.)
- 1955 - Gewonnen van Toronto Maple Leafs (Idem.)
- 1956 - Gewonnen van Toronto Maple Leafs (Idem.)
- 1960 - Verloren van Toronto Maple Leafs (idem.)
- 1961 - Verloren van Buffalo Bisons
- 1964 - Gewonnen van Syracuse SkyChiefs
- 1971 - Gewonnen van Norfolk Tides
- 1974 - Gewonnen van Syracuse SkyChiefs
- 1982 - Verloren van Norfolk Tides
- 1986 - Verloren van Richmond Braves
- 1988 - Gewonnen van Norfolk Tides
- 1990 - Gewonnen van Columbus Clippers
- 1993 - Verloren van Charlotte Knights
- 1996 - Verloren van Columbus Clippers
- 1997 - Gewonnen van Columbus Clippers